# Май-гора

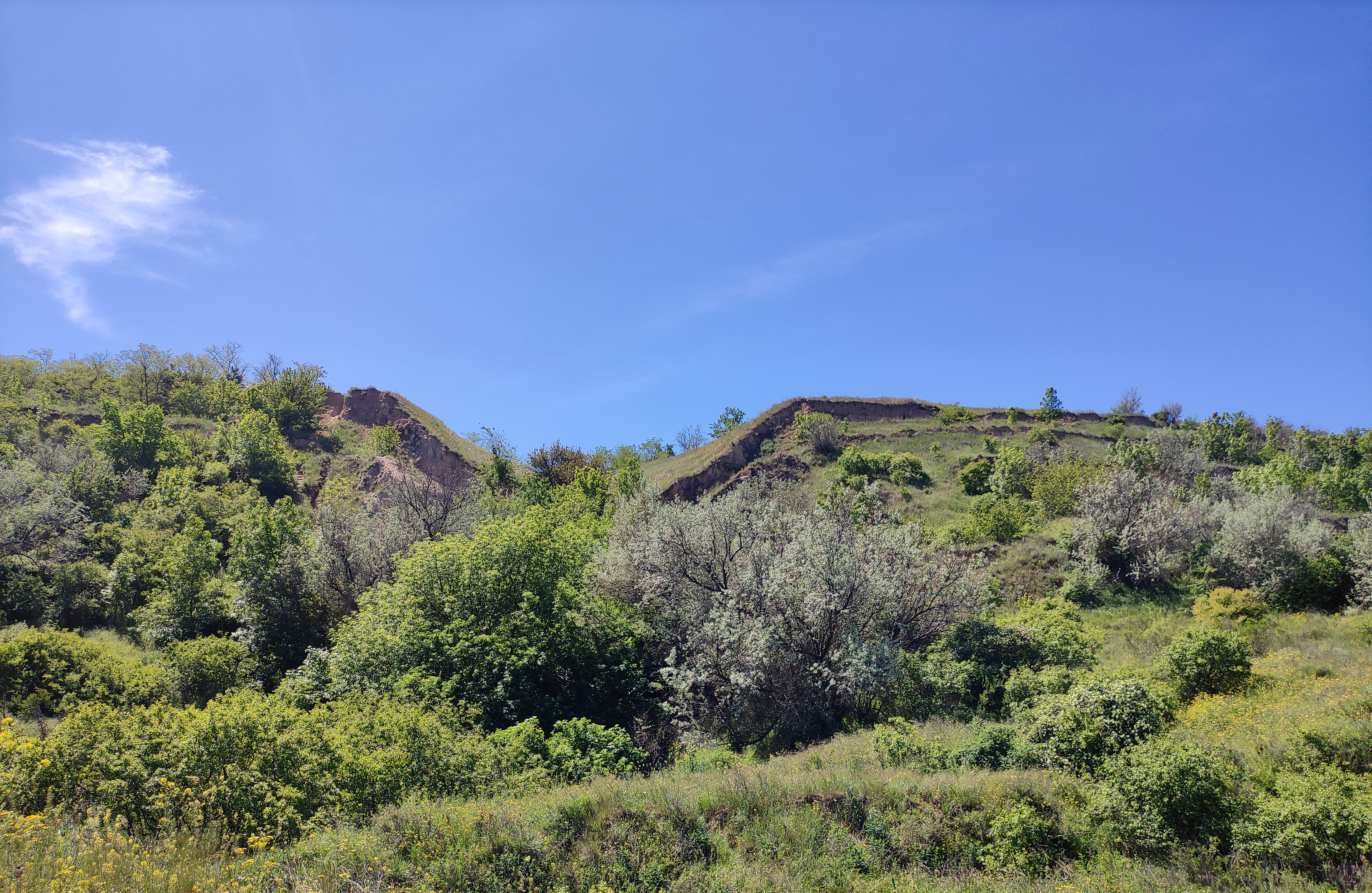

Май-гора́ — ботанічний заказник місцевого значення в Україні. Розташований на території Кам'янсько-Дніпровського району Запорізької області, на південний захід від села Велика Знам'янка. 
Площа 8 га. Статус присвоєно згідно з рішенням Запорізького облвиконкому від 28.05.1980 року № 253. Перебуває у віданні: Великознам'янська сільська рада. 
Статус присвоєно для збереження ділянки крутосхилів берега Каховського водосховища з цінною степовою рослинністю. Зростають лікарські рослини: цмин,
подорожник, чистотіл, чебрець, ромашка лікарська, звіробій, шипшина, крушина, глід.